# Comuna Lund
Lund (Lunds kommun) este o comună din comitatul Skåne län, Suedia, cu o populație de 114.291 locuitori (2013).

## Geografie

### Zone urbane
Lista celor mai mari zone urbane din comună (anul 2015) conform Biroului Central de Statistică al Suediei:
| Nr | Zona urbană     | Pop.   |
| -- | --------------- | ------ |
| 1  | Lund            | 87.244 |
| 2  | Södra Sandby    | 6.306  |
| 3  | Dalby           | 6.302  |
| 4  | Veberöd         | 4.850  |
| 5  | Genarp          | 2.962  |
| 6  | Stångby         | 1.943  |
| 7  | Torna Hällestad | 680    |
| 8  | Revingeby       | 534    |
| 9  | Vallkärra       | 412    |

## Demografie
| \| Evoluția demografică în comuna Lund, 1970–2015 \| Evoluția demografică în comuna Lund, 1970–2015 \| Evoluția demografică în comuna Lund, 1970–2015 \| Evoluția demografică în comuna Lund, 1970–2015 \| Evoluția demografică în comuna Lund, 1970–2015 \| \| ----------------------------------------------------------------------------------------------------- \| ---------------------------------------------- \| ---------------------------------------------- \| ---------------------------------------------- \| ---------------------------------------------- \| \| An \| \| \| Locuitori \| \| \| 1970 \| 1970 \| \| 69073 \| 69073 \| \| 1975 \| 1975 \| \| 76284 \| 76284 \| \| 1980 \| 1980 \| \| 78487 \| 78487 \| \| 1985 \| 1985 \| \| 82015 \| 82015 \| \| 1990 \| 1990 \| \| 87681 \| 87681 \| \| 1995 \| 1995 \| \| 96557 \| 96557 \| \| 2000 \| 2000 \| \| 98948 \| 98948 \| \| 2005 \| 2005 \| \| 102257 \| 102257 \| \| 2010 \| 2010 \| \| 110488 \| 110488 \| \| 2015 \| 2015 \| \| 116834 \| 116834 \| \| Sursa: SCB - Statistika Centralbyrån, Folkmängd efter region, civilstånd, ålder och kön. År 1968–2016 \| \| \| \| \| |      |  |           |        |
| Evoluția demografică în comuna Lund, 1970–2015 |      |  |           |        |
| An |      |  | Locuitori |        |
| 1970 | 1970 |  | 69073     | 69073  |
| 1975 | 1975 |  | 76284     | 76284  |
| 1980 | 1980 |  | 78487     | 78487  |
| 1985 | 1985 |  | 82015     | 82015  |
| 1990 | 1990 |  | 87681     | 87681  |
| 1995 | 1995 |  | 96557     | 96557  |
| 2000 | 2000 |  | 98948     | 98948  |
| 2005 | 2005 |  | 102257    | 102257 |
| 2010 | 2010 |  | 110488    | 110488 |
| 2015 | 2015 |  | 116834    | 116834 |
| Sursa: SCB - Statistika Centralbyrån, Folkmängd efter region, civilstånd, ålder och kön. År 1968–2016 |      |  |           |        |